# Sibyl Colefax
Sibyl Sophie Julia, més coneguda com Sibyl Colefax o Lady Colefax (Wimbledon, 1874 - 22 de setembre de 1950) va ser una decoradora d'interiors i socialité anglesa de la primera meitat del segle xx.

## Biografia
Colefax va néixer a Wimbledon, de William Stirling Halsey, del servei civil indi, i Sophie Victoria, filla de l’home de negocis i polític James Wilson. Va viure a Cawnpore, Índia, fins als 20 anys quan va fer el Grand Tour. El Grand Tour es un terme que va originar al segle XVII i XVII a Europa, particularment a Anglaterra, com una tradició cultural i educativa pels joves aristòcrates. Consistia en un viatge per diferents països europeus, especialment Itàlia, França, Alemanya i Grècia, amb el propòsit de conèixer diferents cultures i monuments històrics, adquirí experiència en idiomes i habilitats socials. A l’any 1901 es va casar amb l’advocat de patents Sir Arthur Colefax, i es van establir a la casa Argyll House, a la zona de King’s Road de Chelsea, Londres.

### Professió
Després de perdre la major part de la seva fortuna quan la borsa de Wall Street va col·lapsar als anys 20, Sibyl Colefax va començar a decorar professionalment, utilitzant la seva formidable llista de contactes i clients. Va comprar la divisió de decoració dels anticuaris Stair i Andrew, a Mayfair, establint Sibyl Colefax Ltd en col·laboració amb Peggy Ward, qui més endavant es retiraria després d’una tragèdia familiar. A l’abril de 1938, el dissenyador John Fowler es convertia en el nou soci de Colefax; i així va néixer el gegant de la decoració Sibyl Colefax i John Fowler. El talent de Sibyl per crear interiors còmodes i elegants però mai pretensiosos va ser el secret de la seva atractiu per als seus clients influents. Era amiga de la reialesa, incloent el duc de Windsor i Wallis Simpson, amb artistes com Charlie Chaplin i Cole Porter, i amb bona part de l'aristocràcia britànica.
Durant la dècada de 1920 i fins a la dècada de 1930, John Fowler havia desenvolupat les seves habilitats de decoració a l'empresa londinenca de Thornton Smith i després a l'estudi de decoració de Peter Jones, on va aprendre tècniques com pintar paper pintat Chinoiserie a mà. Quan Sibyl Colefax el va convidar a unir-se a ella, havia estat treballant durant uns quants anys sota el seu propi nom des de les instal·lacions de King's Road. El negoci de Lady Colefax va proporcionar a John Fowler les presentacions que necessitava i la col·laboració va prosperar. El seu talent per crear interiors glamurosos amb un pressupost relativament modest va ser demostrar una habilitat buscada en el seu moment, a l'austeritat de la Gran Bretanya de la postguerra.
Durant la segona guerra mundial, Colefax va organitzar un menjador social i sovint també organitzava petites festes a The Dorchester, conegudes com “Ordinaries” , després de les quals el convidat rebia una petita factura.

### Venta de Sibyl Colefax & John Fowler
Al 1944, el negoci es va vendre, per un total de £100000, a la creadora de tendències Nancy Lancaster. Sovint se li atribueix, fins a cert punt, la creació de l’estil country house anglès. Va introduir el luxe americà a les petites cases senyorials que va decorar ella mateixa, assegurant que la comoditat es convertís en una altra característica. Va defensar tenir "alguna cosa una mica lletja" a cada habitació, i va descriure la decoració com "barrejar una mica l’amanida”, reconeixent que un cert grau d'informalitat afavoreix la relaxació.

### Mort
Colefax va morir a la seva casa de Lord North Street, Westminster el 22 de setembre de 1950. Harold Nicolson va escriure un afectuós homenatge que va aparèixer poc després a The Listener. Ella va ser la inspiració, segons l'historiador de l'art John Richardson, per a la dissenyadora Mrs. Beaver a “A Handful of Dust” d'Evelyn Waugh, i per a Mrs. Aldwinkle a “Those Barren Leaves” d'Aldous Huxley. A la dècada de 1940, el diarista i polític socialista Henry "Chips" Channon es referia sovint a ella, descrivint-la com "encantadora, amable i trista"

### Sibyl Colefax & John Fowler a l'actualitat
Fundada a la dècada de 1930, Sibyl Colefax & John Fowler és l'empresa de decoració d'interiors més antiga de Gran Bretanya, sinònim de l'estètica de la casa rural anglesa durant gairebé un segle. Relaxat, acollidor, profundament còmode i totalment personal, l'enfocament pioner de Sibyl, barrejant sense esforç lo vell amb lo nou, lo luxós amb lo humil, avui és interpretat pels sis decoradors, amb el suport d'un dissenyador d'interiors arquitectònic.
Els dissenyadors actuals que treballen sota Sibyl Colefax & John Fowler inclouen: Wendy Nicholls, Emma Burns, Philip Hooper, Roger Jones i Lucy Hammond Giles, tots amb estils diferents que s'ajusten perfectament a l'ethos tradicional però innovador d'una de les firmes de disseny més famoses de la història moderna.